# Marie Noël
Marie Noël, pseudònim de Marie Mélanie Rouget (Auxerre, 16 de febrer de 1883 — Auxerre, 23 de desembre de 1967) fou una poetessa i mística francesa.

## Biografia
Son pare, Louis Rouget, professor de filosofia i d'història de l'art al Col·legi d'Auxerre, era agnòstic; la mare, Marie Emélie Louise Barat, descendent d'una vella família auxerresa d'antics raiers, després mestres d'aixa, i del segle xviii ençà empresaris de la construcció, era una persona jovial i cristiana devota. Marie romangué sempre soltera i poques vegades s'allunyà de la seua ciutat natal. Entre 1895 i 1941 visqué en la mansió construïda per son pare el 1895; només quan els alemanys n'ocuparen la planta baixa es mudà a la casa contigua dels seus avis amb sa mare i sa tia. Amb tot, la seua vida no fou totalment plàcida: un amor juvenil inconfés i decebut i l'espera en va d'un gran amor que no arribaria mai, la mort del seu germà petit la nit de Nadal de 1904 (d'aquí el seu pseudònim), les seues crisis de fe, tot això subjau en la seua poesia. Dona apassionada i turmentada, sol ser coneguda sobretot per les seues obres en estil de cançó tradicional, en detriment dels seus escrits més ombrívols i substancials, on es manifesta el seu conflicte entre la fe i la desesperança, que arriba a expressar-se en un clam blasfem seguit d'un immediat penediment.
Mantingué una important correspondència amb intel·lectuals del seu temps: Henry de Montherlant, François Mauriac, Jean Cocteau, Colette, la princesa Bibesco, i especialment fou gran amiga de l'ambaixador Léon Noël (amb el qual no tenia cap parentiu). A la seua mort, llegà el seu habitatge i les seues obres a la Société des sciences historiques et naturelles de l'Yonne, fundada el 1847, que des de llavors administra i estudia el seu llegat, sobre el qual ha promogut nombroses publicacions. El 23 de desembre de 2017, en el 50è aniversari de la seua mort en olor de santedat, la Congregació per a les Causes dels Sants, a petició de l'arquebisbe d'Auxerre, obrí oficialment la causa de la beatificació de la serventa de Déu Marie Noël.

## Obres
- Le Cantique de Pâques, 1918.
- Les Chansons et les Heures, 1922.
- Noël de l'Avent, 1928.
- Chants de la Merci, 1930.
- Le Rosaire des joies, 1930.
- Chants sauvages, 1936.
- Contes, 1944.
- Chants et psaumes d'automne, 1947.
- Petit jour, 1951.
- L'Âme en peine, 1954.
- Œuvre poétique, Stock, 1956.
- Notes intimes, 1959.
- Chants d'arrière saison, 1961.
- Le chant du chevalier, 1969.
- Le cru d'Auxerre, 1967.
- L'Œuvre en prose, Stock, 1976.
- Les Chansons et les Heures suivi de Le Rosaire des joies, Poésie/Gallimard, 1983.
- Le chemin d'Anna Bargeton, Stock, 1986.
- Almanach pour une jeune fille triste, Desclée de Brouwer, 2011.

## Premis
- Grand Prix de Poésie de la Société des Gens de Lettres, 1962
- Grand Prix de Poésie de l'Académie Française, 1962
- Grand Prix de la Poésie de la Ville de Paris, 1966
- Creu d'oficial de la Legió d'Honor, 1960
- Comanda de l'Orde de les Arts i les Lletres, 1964